# Taraxacum gibbiferum
Taraxacum gibbiferum — вид рослин з родини айстрових (Asteraceae), поширений у східній половині Європи.

## Поширення
Поширений у східній половині Європи (у т. ч. Україні).